# Шитли
Щитлиб — село в Гунибском районе Дагестана. Входит в состав сельского поселения Сельсовет Шангодинский.

## География
Расположено в 16 км к юго-востоку от районного центра с. Гуниб.

## Население
| 1869 | 1888 | 1895 | 1926 | 1970 | 1989 | 2002 |
| ---- | ---- | ---- | ---- | ---- | ---- | ---- |
| 197  | ↗214 | ↗234 | ↘172 | ↗265 | ↘156 | ↘54  |
| 2010 | 2021 |      |      |      |      |      |
| ↘21  | ↗95  |      |      |      |      |      |